# Chiesa di Santa Maria di Loreto (Bivona)
La chiesa di Santa Maria di Loreto è una chiesa di Bivona, comune italiano della provincia di Agrigento in Sicilia. Risale al XV secolo ed è sita tra via Piazza e piazza Giovanni Cinà, nella parte centrale del paese.
Fu costruita nel 1490 dai Domenicani (per cui la chiesa è detta anche "di San Domenico"), che edificarono anche i locali del proprio convento, annesso alla chiesa. Si tratta di una delle più grandi chiese di Bivona: presenta, infatti, tre navate, delimitate tra loro da cinque pilastri a sezione quadrata che sostenevano quattro archi a tutto sesto, in corrispondenza dei quali erano presenti altrettanti altari. La chiesa prende luce da ben sedici finestre laterali e una circolare posta sopra il portale.
L'edificio, oltre ad essere dotato di sagrestia e campanile, presentava all'interno una grande quantità di arredi sacri, oggi quasi tutti perduti: erano presenti un organo settecentesco, un pulpito in legno, numerosi altari, quadri e statue, molte delle quali trasferite nelle altre chiese bivonesi. Intorno alla metà del Novecento, infatti, la chiesa divenne del tutto inagibile, e tuttora si trova in pessime condizioni.